# 韋斯滕德 (北卡羅來納州)
韋斯滕德（英語：West End）是位於美國北卡羅萊納州穆爾縣的非建制地區。

## 歷史
韋斯滕德的郵局自1890年營運至今。

## 地理
韋斯滕德所處的海拔為高於海平面185米（即607英呎），而該地所採用的時區為UTC-5，即北美东部时区（EST）。同時該地設有夏令時間，為UTC-5調快一小時，即UTC-4（EDT）。